# Jiří Hemerle
Jiří Hemerle (* 28. ledna 1972) je český podnikatel a politik, od prosince 2015 do května 2016 místopředseda Strany svobodných občanů. Ve volbách do Poslanecké sněmovny PČR v roce 2013 vedl Svobodné jako lídr v Plzeňském kraji.
Ve volbách do Evropského parlamentu v květnu 2019 kandidoval jako nestraník na 18. místě kandidátky Strany nezávislosti České republiky, ale zvolen nebyl.
Od roku 2011 je ženatý s Kateřinou Hemerle, s níž společně podniká v oblasti prodeje květin.